# Gradimir Crnogorac
Gradimir Crnogorac (Tuzla, 14 novembre 1982) è un allenatore di calcio ed ex calciatore bosniaco, fino agli anni novanta jugoslavo, di ruolo difensore.

## Carriera

### Allenatore
Nel dicembre 2019, dopo qualche esperienza nel settore giovanile e come vice della prima squadra, prende ufficialmente le redini della panchina del Sloboda Tuzla.

## Statistiche

### Cronologia presenze e reti in nazionale
| Cronologia completa delle presenze e delle reti in nazionale ― Bosnia ed Erzegovina | Cronologia completa delle presenze e delle reti in nazionale ― Bosnia ed Erzegovina | Cronologia completa delle presenze e delle reti in nazionale ― Bosnia ed Erzegovina | Cronologia completa delle presenze e delle reti in nazionale ― Bosnia ed Erzegovina | Cronologia completa delle presenze e delle reti in nazionale ― Bosnia ed Erzegovina | Cronologia completa delle presenze e delle reti in nazionale ― Bosnia ed Erzegovina | Cronologia completa delle presenze e delle reti in nazionale ― Bosnia ed Erzegovina | Cronologia completa delle presenze e delle reti in nazionale ― Bosnia ed Erzegovina |
| Data                                                                                | Città                                                                               | In casa                                                                             | Risultato                                                                           | Ospiti                                                                              | Competizione                                                                        | Reti                                                                                | Note                                                                                |
| ----------------------------------------------------------------------------------- | ----------------------------------------------------------------------------------- | ----------------------------------------------------------------------------------- | ----------------------------------------------------------------------------------- | ----------------------------------------------------------------------------------- | ----------------------------------------------------------------------------------- | ----------------------------------------------------------------------------------- | ----------------------------------------------------------------------------------- |
| 28-4-2004                                                                           | Zenica                                                                              | Bosnia ed Erzegovina                                                                | 1 – 0                                                                               | Finlandia                                                                           | Amichevole                                                                          | -                                                                                   | 85’                                                                                 |
| 18-8-2004                                                                           | Rennes                                                                              | Francia                                                                             | 1 – 1                                                                               | Bosnia ed Erzegovina                                                                | Amichevole                                                                          | -                                                                                   | 90’                                                                                 |
| 9-10-2004                                                                           | Sarajevo                                                                            | Bosnia ed Erzegovina                                                                | 0 – 0                                                                               | Serbia e Montenegro                                                                 | Qual. Mondiali 2006                                                                 | -                                                                                   | 61’                                                                                 |
| Totale                                                                              |                                                                                     | Presenze                                                                            | 3                                                                                   |                                                                                     | Reti                                                                                | 0                                                                                   |                                                                                     |